# Nhà máy nhiệt điện Cẩm Phả

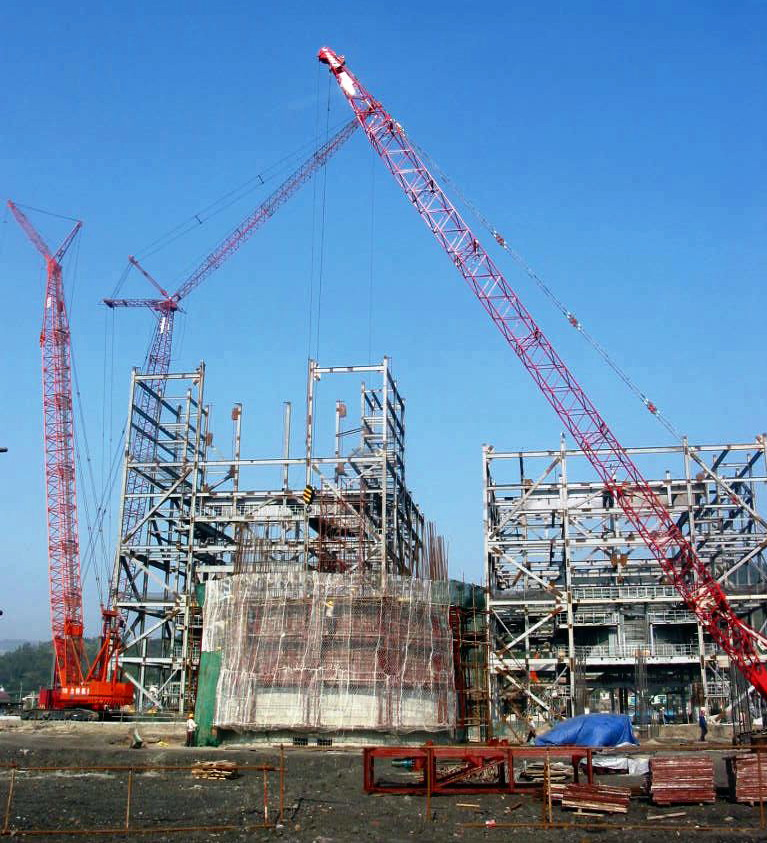
Lắp đặt Gian Lò máy nhà máy nhiệt điện Cẩm Phả

Nhà máy nhiệt điện Cẩm Phả nằm tại khu vực Cầu 20, phường Cẩm Thịnh, thành phố Cẩm Phả, tỉnh Quảng Ninh, Việt Nam do Tập đoàn Công nghiệp Than - Khoáng sản Việt Nam (Vinacomin), Tổng công ty xây dựng công nghiệp Việt Nam (Vinaincon) và các công ty than trên địa bàn thị xã Cẩm Phả làm Chủ đầu tư. Tổng công suất của nhà máy là 600 MW và sản lượng điện năng hàng năm là 3,68 tỷ KWh.

## Quy mô công nghệ
Nhà máy có 2 tổ máy với 4 lò hơi có công suất 150 MW/lò theo công nghệ lò tầng sôi tuần hoàn (CFB) đốt than và sử dụng nước biển làm nước làm mát. Nhà máy sử dụng phương pháp đốt đá vôi cùng với than để khử khí lưu huỳnh và sử dụng hệ thống lọc bụi tĩnh điện để kiểm soát khí thải theo yêu cầu của về quản lý môi trường. Hệ thống kênh dẫn nước tuần hoàn của Nhà máy là hệ thống kênh hở, có chiều dài trên 300 mét ra bên ngoài Vịnh Bái Tử Long để lấy nước làm mát cho các tổ máy và xả trở lại Vịnh sau khi đã được đưa qua xử lý. Nguyên liệu đầu vào là than cám 6 (theo TCVN) và than bùn được cung cấp bởi các công ty khai thác than trên khu vực thị xã Cẩm Phả qua Nhà máy sàng tuyển của Công ty tuyển than Cửa Ông.
Hệ thống đầu nối với hệ thống điện quốc gia bằng 2 cấp điện áp là 220 KV và 110 KV nhằm cung cấp điện cho khu vực tam giác kinh tế Hà Nội-Quảng Ninh-Hải Phòng và quốc gia.

## Giai đoạn dự án
Toàn bộ Nhà máy gồm có 2 dự án: Dự án Nhà máy nhiệt điện Cẩm Phả đã được khởi công xây dựng từ ngày 15 tháng 4 năm 2006 và Dự án Nhà máy nhiệt điện Cẩm Phả 2 được khởi công xây dựng vào ngày 28 tháng 12 năm 2007.
Tháng 7 năm 2009, Tổ máy 1 đã phát điện và đến tháng 10 năm 2010 Tổ máy 2 đã phát điện lên Hệ thống điện lưới quốc gia.

## Giai đoạn sản xuất
Hiện nay cả 02 tổ máy của Nhà máy nhiệt điện Cẩm Phả đã phát điện bình thường với công suất trên 10 triệu kwh/ngày. Nhà máy chạy ổn định và góp phần nâng cao tính an toàn cho Hệ thống điện quốc gia.